# 真野亮二
真野 亮二（まの りょうじ、1990年10月12日 - ）は、東京都昭島市出身のサッカー選手。ポジションは、ミッドフィールダー、フォワード。

## 来歴
東京ヴェルディの下部組織出身。法政大学を経て、2013年よりFC町田ゼルビアへ入団。
2014年、アスルクラロ沼津に期限付き移籍。
2015年、藤枝MYFCへ移籍。シーズン終了後、契約満了により退団した。

## 所属クラブ
- FC多摩川ジュニア（昭島市立玉川小学校）
- 東京ヴェルディ1969ジュニアユース（昭島市立昭和中学校）
- 東京ヴェルディ1969ユース（東京都立砂川高等学校）
- 法政大学
- 2013年 - 2014年 FC町田ゼルビア
  - 2014年 アスルクラロ沼津（期限付き移籍）[5]
- 2015年  藤枝MYFC

## 個人成績
| 国内大会個人成績 | 国内大会個人成績 | 国内大会個人成績 | 国内大会個人成績 | 国内大会個人成績 | 国内大会個人成績 | 国内大会個人成績 | 国内大会個人成績 | 国内大会個人成績 | 国内大会個人成績 | 国内大会個人成績 | 国内大会個人成績 |
| 年度             | クラブ           | 背番号           | リーグ           | リーグ戦         | リーグ戦         | リーグ杯         | リーグ杯         | オープン杯       | オープン杯       | 期間通算         | 期間通算         |
| 年度             | クラブ           | 背番号           | リーグ           | 出場             | 得点             | 出場             | 得点             | 出場             | 得点             | 出場             | 得点             |
| 日本             | 日本             | 日本             | 日本             | リーグ戦         | リーグ戦         | リーグ杯         | リーグ杯         | 天皇杯           | 天皇杯           | 期間通算         | 期間通算         |
| ---------------- | ---------------- | ---------------- | ---------------- | ---------------- | ---------------- | ---------------- | ---------------- | ---------------- | ---------------- | ---------------- | ---------------- |
| 2013             | 町田             | 20               | JFL              | 14               | 1                | -                | -                | -                | -                | 14               | 1                |
| 2014             | 沼津             | 6                | JFL              | 26               | 1                | -                | -                | -                | -                | 26               | 1                |
| 2015             | 藤枝             | 22               | J3               | 16               | 0                | -                | -                | 0                | 0                | 16               | 0                |
| 通算             | 日本             | 日本             | J3               | 16               | 0                | -                | -                | 0                | 0                | 16               | 0                |
| 通算             | 日本             | 日本             | JFL              | 40               | 2                | -                | -                | -                | -                | 40               | 2                |
| 総通算           | 総通算           | 総通算           | 総通算           | 56               | 2                | -                | -                | 0                | 0                | 56               | 2                |

その他の公式戦
- 2013年
  - 東京都サッカートーナメント 1試合0得点
- 2014年
  - 静岡県サッカー選手権大会 2試合0得点

## タイトル

### クラブ
東京ヴェルディジュニアユース
- 高円宮杯全日本ユース(U-15)サッカー選手権大会 (2003年、2004年)
- 日本クラブユースサッカー選手権 (U-15)大会 (2004年)